# Silence of the tides
Silence of the tides is een Nederlandse film uit 2022 van regisseur Pieter-Rim de Kroon, een documentaire over het Waddengebied. Het was de openingsfilm van de 41ste editie van het Noordelijk Film Festival in Leeuwarden op 10 november 2021.